# Mallasandra, Bagepalli
Mallasandra là một làng thuộc tehsil Bagepalli, huyện Chikkaballapur, bang Karnataka, Ấn Độ.